# پیر یوسفیان
پیریوسفیان، شهرکی از توابع بخش مرکزی شهرستان البرز در استان قزوین ایران است.

## جمعیت
این روستا در دهستان پیر یوسفیان قرار دارد و مرکز این دهستان بشمار می‌آید. بر اساس سرشماری مرکز آمار ایران در سال ۱۳۹۵، جمعیت آن ۴٫۰۷۱ نفر (در ۱۲۱۱ خانوار) بوده‌است.